# Алексеевские ворота
Алексеевские ворота — памятник военно-инженерного искусства, бывшие главные ворота Азовской крепости XV века. Сами ворота датируются более поздним периодом — XVII-XVIII веками. Алексеевские ворота служили южным входом в крепость. Вместе с земляным валом и рвом образуют единственный сохранившийся участок крепости, занесены в перечень объектов культурного наследия федерального значения.

## История
Азовская крепость, построенная турками, отошла России в 1696 году в результате успешных Азовских походов под предводительством Петра I. Официально принадлежность Азова России было закреплено Константинопольским мирным договором, заключённым между Россией и Турцией. В XVIII веке российские военные инженеры под руководством австрийца А. Я Лаваля осуществили перестройку крепостных валов и возвели одиннадцать ворот, в том числе Алексеевские. Первоначально Алексеевские ворота были деревянными, но в 1801—1805 годах их перестроили в каменные.
В 1935 году на территории Азовской крепости Ростовским областным бюро охраны памятников были проведены археологические раскопки. К этому времени Азовская крепость была полностью разрушена, от Алексеевских ворот остались две параллельные каменные стены. В процессе реставрации историки и архитекторы старались придать Алексеевским воротам их первоначальный вид. Они представляют собой ворота со сводчатым туннелем, сложенным из камня и кирпича. На стенах ворот установлено несколько мемориальных досок, в том числе мемориальная доска «Взятие Петром Первым Азова».